# Sekcja (pożarnictwo)
 Sekcja – w pożarnictwie pododdział w sile dwóch zastępów, w tym dowódca.